# Grangeon (Bugey)
Un grangeon est, en Bugey, une ancienne habitation temporaire à usage viticole édifiée dans une parcelle de vignes.

## Description

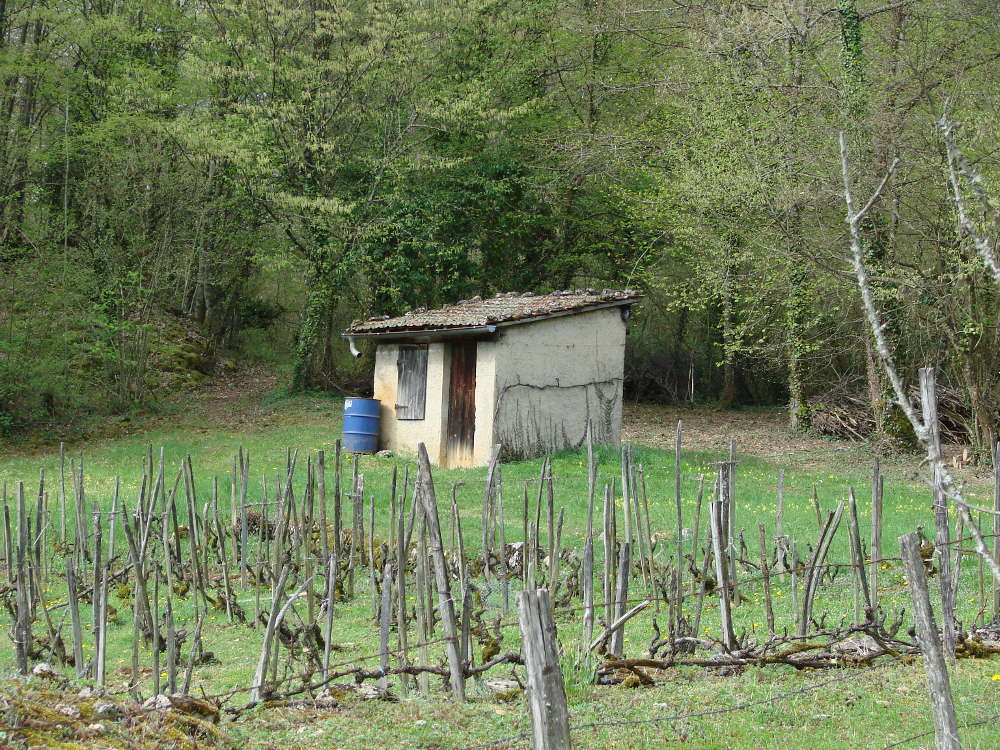
Grangeon minimaliste.

Dans tous les vignobles de France, on trouve des petites constructions au milieu des vignes. Il s'agit généralement de simples cabanes, mais on rencontre également des édifices moins rudimentaires.
En Bugey, les terrains favorables à la culture de la vigne se trouvent rarement près des villages et des étables et le pressoir se trouve le plus souvent au milieu des vignes. Le grangeon du Bugey est l'abri pour le pressoir et les outils du vigneron. 
Le grangeon possède des murs de pierres droits, une charpente de bois, un toit de tuiles, parfois un étage mansardé. Les plus grands permettent d'abriter un cheval ou un mulet pendant la nuit. Le vigneron s'en sert également de dortoir après les longues journées de travail dans sa vigne. C'était aussi le lieu de rassemblement lors de la vendange. 
On trouve trace aux Archives départementales de l'Ain d'un marché passé en 1687 par Richard Gallet pour la construction d'un grangeon dans les vignes de Grandchamp, moyennant 685 livres. Une livre de 1684 équivaudrait à 15 € de 2002.

## Rôle social
Par-delà ses fonctions techniques, le grangeon était un lieu où l'on se retrouvait volontiers pour boire et chanter entre hommes. Isolés à flanc de coteaux ou formant (souvent) des petits hameaux solitaires extrêmement paisibles, les grangeons étaient  idéalement exposés et propices aux dégustations du produit de la vigne, à l'abri des fâcheux.
Les vignerons bugistes fêtaient la saint Vincent (22 janvier) au grangeon. C'était l'occasion de festoyer pendant plusieurs jours.[source insuffisante]
À Saint-Denis-en-Bugey, des groupes d’hommes se réunissaient pendant deux jours et tous les soirs jusqu'à la saint Blaise (3 février) dans leurs grangeons. Ces « gueuletons » sont désignés en dialecte francoprovençal sous le nom de granzona.
Le grangeon bugiste tenait donc également le rôle du carnotzet suisse (cave aménagée où l'on conserve et déguste du vin et des produits de terroir entre amis), avec toutefois l'avantage d’être assez éloigné du village et des femmes pour donner aux propriétaires un grand sentiment de liberté. Un ramequin dans un grangeon est une étape incontournable de toute visite dans le Bugey.
Le Baron Achille de Raverat écrit, en 1867 :
« Tout Bugiste a son Grangeon, de même que tout Marseillais a sa bastide. Né vigneron, comme tel autre nait poète, il est aussi quelque peu tonnelier. Dès qu'un ouvrier a amassé quelques économies, vite il achète un petit coin sur la colline, l'entoure d'un mur de pierres sèches, le défriche, y plante quelques ceps, se sert pour le fumer du crottin qu'il n'a pas honte de ramasser lui-même sur la grande route; et voila un homme heureux, et voilà un grangeon de plus. À la possession d'un grangeon, se bornent les vœux et l'ambition d'un bugiste ; avant de l'avoir, c'est son rêve de chaque instant. L'a-t-il enfin, c'est son bonheur ; sa vie ; il lui consacre tous ses loisirs ; il y vient chaque jour. Le Bugiste va à son Grangeon comme ailleurs on va à la promenade, au café, au cabaret. La semaine, il visite son grangeon histoire de surveiller son vin et boire un coup; le dimanche, il déjeune, dîne, goute à son grangeon; et le menu de tous ces repas consiste en mets apportés dans un panier. Rencontre-t-il un ami, on va au grangeon, un étranger, il l'entraine au grangeon !... D'un grangeon à l'autre, les conversations se croisent, les propos s'échangent et s'animent; on s'y invite réciproquement; on déguste le vin du cru; puis, le soir venu, tous descendent la colline en chantant, souvent en trébuchant; puis, chaque vigneron gagne son lit, où très certainement il rêvera encore à son grangeon... ».
C'est le refuge des « bons vivants ». Brillat-Savarin avait son grangeon sur le coteau de Manicle, à Cheignieu-la-Balme, hameau de Contrevoz.

## Les grangeons aujourd'hui
S'il reste encore des grangeons en Bugey, ils ne servent plus guère aux vignerons et certains n'ont plus vu de vignes depuis des dizaines d'années. La plupart ont été aménagés en résidences secondaires ou sont tombés en ruine.